# Ingvallsbenning en Lerbo
Ingvallsbenning en Lerbo (Zweeds: Ingvallsbenning-Lerbo) is een småort in de gemeente Hedemora in het landschap Dalarna en de provincie Dalarnas län in Zweden. Het småort heeft 93 inwoners (2005) en een oppervlakte van 24 hectare. Eigenlijk bestaat het småort uit twee plaatsen: Ingvallsbenning en Lerbo.
In Ingvallsbenning bevindt zich Oppigårds Bryggeri, een in 1996 opgerichte ambachtelijke brouwerij, die in korte tijd een sterke naam heeft opgebouwd en als een van de topbrouwerijen van Zweden wordt beschouwd.